# Aurélio Paz dos Reis
Aurélio Paz dos Reis (Porto, 28 de Julho de 1862 — Porto, 18 de setembro de 1931) foi um comerciante floricultor português, fotógrafo amador que deixou um valioso acervo fotográfico, revolucionário republicano e maçom convicto, considerado o pioneiro do cinema em Portugal por ter realizado e produzido os primeiros filmes portugueses como a A Saída do Pessoal Operário da Fábrica Confiança, que é por sua vez, uma réplica do primeiro da história do cinema, rodado em França pelos irmãos Lumière, em (1894–1895) La Sortie de l'usine Lumière à Lyon.
O chamado Kinematografo Portuguez — designação usada por Paz dos Reis para referir o cinematógrafo inventado pelos irmãos Lumière — foi apresentado em sessão pública no Porto, junto com outros onze «quadros», sete nacionais e onze estrangeiros, no Teatro do Príncipe Real, mais tarde chamado Teatro Sá da Bandeira, em 12 de Novembro de 1896. Eram filmes com a duração de cerca de um minuto.
Não foi, no entanto, Paz dos Reis o autor das primeiras imagens animadas filmadas em Portugal. As primeiras são de um operador inglês com o nome de Henry W. Short, que acompanhava Edwin Rousby, um agente comercial do produtor e fabricante de equipamento de cinema Robert William Paul. Rousby percorria vários países europeus com o intuito de dar a conhecer e de promover a venda do material fabricado pelo pioneiro inglês, em particular uma máquina de projectar com o nome de Theatrograph que em português poderá ser chamada teatrógrafo ou animatógrafo.
A projecção dos primeiros filmes rodados em Portugal tinha sido feita pouco tempo antes no Real Colyseu de Lisboa, na Rua da Palma, em várias sessões organizadas por Rousby, que duraram até ao dia 15 de Julho de 1896. Para isso teve o apoio técnico do lisboeta Manuel Maria da Costa Veiga que, como Paz dos Reis, se interessou pelo invento. Tornar-se-ia ele assim o segundo português a produzir e realizar filmes de actualidades e documentários em Portugal.
A cidade do Porto foi entretanto visitada por Edwin Rousby, que nela apresentou o teatógrafo em sessões públicas às quais Aurélio Paz dos Reis assistiu, a 17 de Julho, que tiveram lugar entre 7 de Julho e 10 de Agosto. É este evento que o entusiasma e o leva a decidir adquirir a curto prazo uma máquina de filmar, o que ele consegue numa deslocação que faz a França.

## Biografia
Aurélio Paz dos Reis, o astuto comerciante do Porto, era floricultor. Tinha um palacete fino no nº 125 da Rua de Nova Sintra em cujo jardim criava as suas flores. Explorava ele a «Flora Portuense» na então Praça de D. Pedro, mais tarde Praça da Liberdade. Era também fotógrafo amador e gostava de tirar retratos a gentes do teatro. Explorava a estereoscopia, a fotografia em relevo. O gosto pela imagem levou-o a explorar o negócio e começou a vender película da marca Lumière & Jougla. Vendia também máquinas de escrever Yast e automóveis franceses da marca Minerva. 

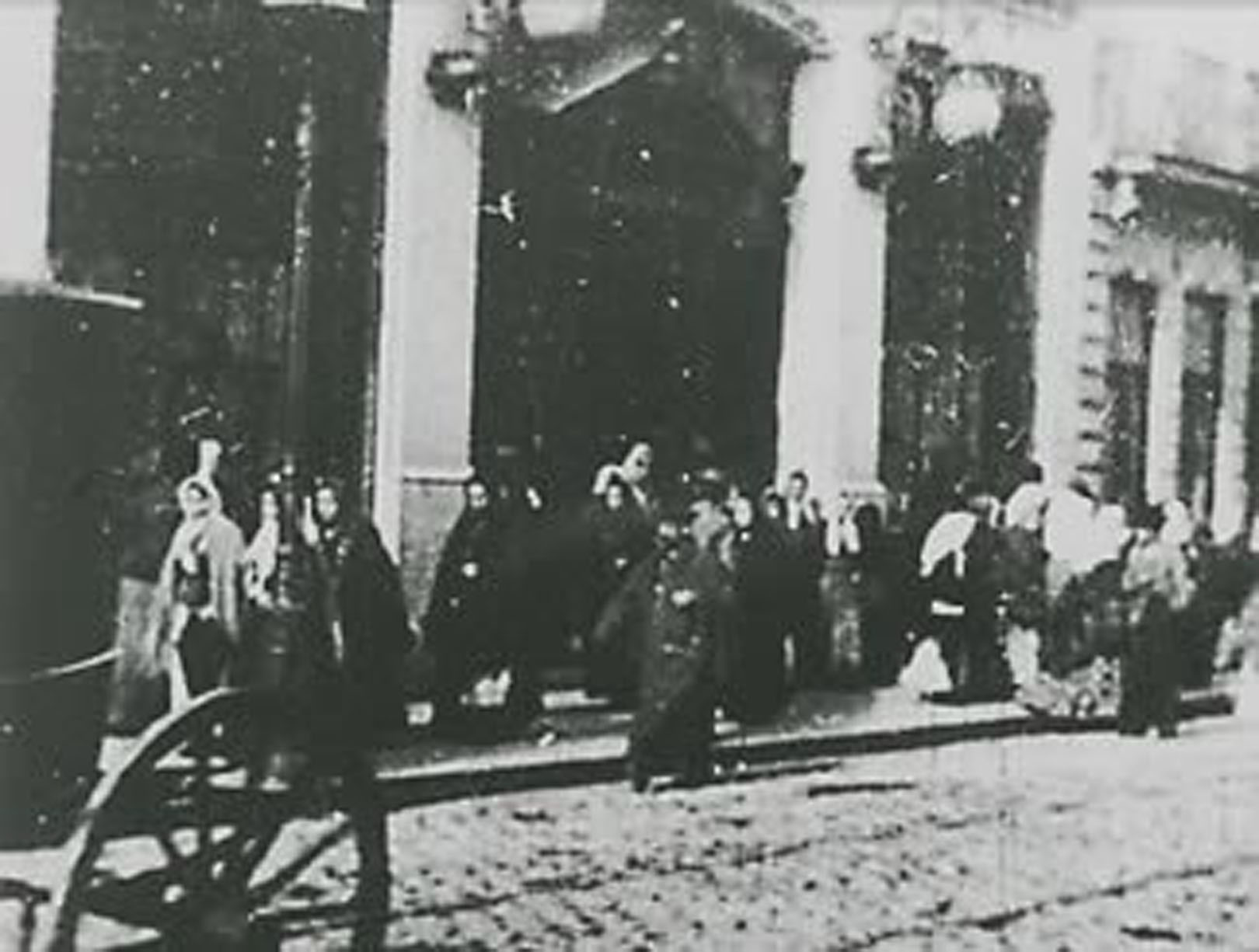
Saída do Pessoal Operário da Fábrica Confiança

A Fábrica Confiança – em frente da qual «um senhor de porte distinto postado ao lado de uma caixa de madeira envernizada sustentada por um vulgar tripé de fotógrafo profissional» se poria a dar à manivela no exacto momento em que operários da fábrica de um velho amigo saíam para o almoço numa serena manhã de Setembro – era do outro lado do passeio da Camisaria Confiança, «acreditado estabelecimento comercial de roupa branca, propriedade do tal amigo de longa data de Aurélio Paz dos Reis»: António da Silva Cunha, com loja aberta no n.º 181 da Rua de Santa Catarina. 
Paz dos Reis forma uma sociedade com ele e com o seu próprio cunhado, fotógrafo de profissão, Francisco Bastos Júnior. A ideia dele é comprar um cinematógrafo aos irmãos Lumière. Ele e Silva Cunha metem-se então a caminho e vão até Lyon. Os irmãos franceses porém, que de dinheiro não precisam — basta o que lhes dá o negócio paterno da fotografia — e que respeitam os desígnios do augusto pai de não alienar o invento, não lho vendem. Não o vendem também ao ilustre ilusionista Georges Méliès, o iluminado do Théatre Robert Houdin, o inventor do cinema de ficção. Paz dos Reis não desiste e decide simplesmente fazer aquilo que todos fazem.
M. Félix Ribeiro, que conta esta história, suspeita, com boas razões, que os dois atribulados viajantes dão a volta ao infortúnio comprando uma máquina de filmar a outros dois irmãos. São eles os Werner, estabelecidos na Cidade da Luz. Tinham eles lançado no mercado um aparelho cronofotográfico, uma variante do cinematógrafo, com diferente mecânica mas capaz de filmar tão bem como a máquina dos célebres inventores de Lyon. Tinham registado a patente a 4 de Fevereiro de 1896 com o n.º 253.708, como um processo de tracção de película com o nome de quadros oscilantes. O aparelho dos Lumière tinha sido registado a 13 de Fevereiro de 1895, sob a patente n.º 245.032.
É com esta maravilha que Paz dos Reis se põe a filmar em frente da loja do fiel amigo, mal chegam da França. Fascinado com as imagens vistas na tela e vendo aquilo que com elas pode conseguir, o feliz horticultor não pára de dar à manivela. Os «Tripeiros de Ontem», os «Vencidos do 31 de Fevereiro» haviam de ser os senhores do amanhã. 
Sente-se entretanto feliz Félix Ribeiro por ter podido observar um dos exemplares da engenhoca numa exposição, uma dezena de anos antes de ele ter escrito essa história nos Filmes Figuras e Factos do Cinema Português – 1896-1949 (ed. Cinemateca Portuguesa, 1983). Diz que viu a velha máquina exposta na Cinemateca Francesa, instituição fundada por Henri Langlois no Palais de Chaillot, no Trocadero, em Paris, obra generosa que Jacques Chirac desdenhosamente havia de desmantelar, a partir de 2003. 
É com esta primeira obra de referência que, com as outras que se seguem, Paz dos Reis dá início a uma longa série «de variados e assinaláveis quadros kinematográficos». 

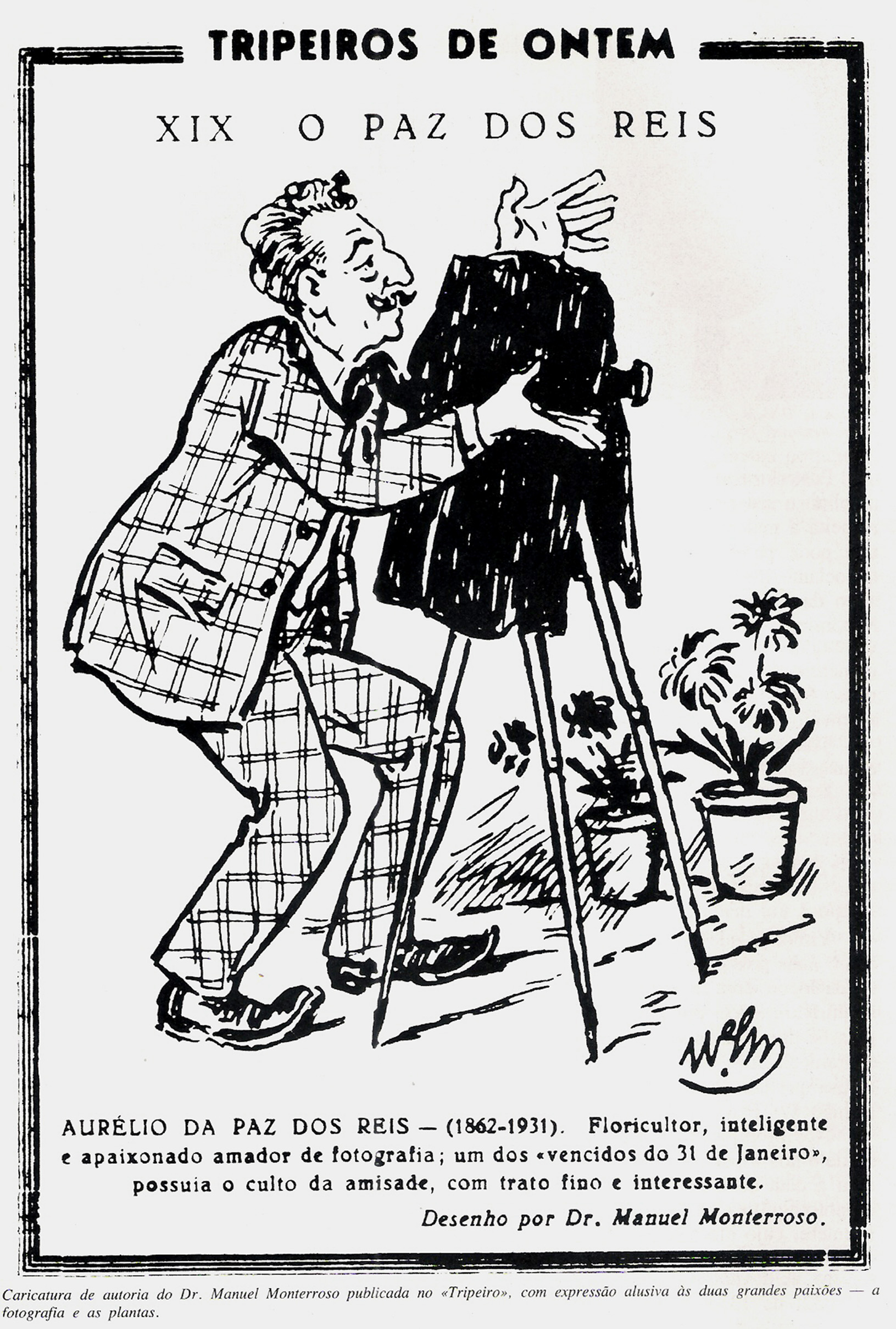
Tripeiros de Ontem

## O Cinematógrafo Português
O espectáculo de apresentação decorreu a 12 de Novembro de 1896 (Porto, Teatro do Príncipe Real). 
Notícias na imprensa:
Dia 12 – Jornal de Notícias: 
- «O espectáculo de hoje apresenta o Kinetógrafo Português, sendo exibidos 12 perfeitíssimos quadros, 7 nacionais e 5 estrangeiros. Os quadros portugueses representam o seguinte: «Jogo do Pau» (Santo Tyrso), «Saída do Pessoal Operário da Fábrica Confiança», «Chegada de um Comboio Americano a Cadouços», «O Zé Pereira nas Romarias do Minho», «A Feira de S. Bento», «A Rua do Ouro» (Lisboa), «Marinha». O espectáculo é completado com a companhia de Zarzuela que se fará ouvir nas peças Música Clássica, Las Campanelas (primeira apresentação) e «Os Africanistas». O kinetógrapho português funciona no intervalo do 2º para o 3º acto».

Dia 13 – Comércio do Porto:
- «Num dos intervalos, o Sr. Aurélio Paz dos Reis exibiu no kinematógrapho vários quadros, algumas dos quais muito engraçados e que tiveram intensos aplausos».

Dia 13 – O Primeiro de Janeiro:
- «Hontem apresentação do kinetórgrapho português, pelo Sr. Aurélio Paz dos Reis teve êxito completo. Tanto as vistas estrangeiras como as nacionais, d'estes principalmente «O jogo do Pau» e a «Saída das Costureiras da Fábrica Confiança» foram acolhidas com grandes salvas de palmas».

As projecções são retomadas em Braga, no Teatro São Gerardo (onde hoje se localiza o Banco Portugal), a 20 e 23 de Novembro, espectáculo melhorado com outras fitas, quase todas francesas, e com a intervenção de um ilusionista de Braga chamado José Maria Avelino. Em Dezembro volta a ser exibido no Porto.

## A deriva brasileira
Crente de que o Brasil seria terreno fértil para a dar a ver a um público virgem um espectáculo inédito, Paz dos Reis embarca de armas e bagagens, levando o equipamento consigo. Irá apresentar no Rio de Janeiro a sua «surpreendente colecção de quadros reproduzindo cenas e episódios da vida portuguesa, com vista de Portugal, e outros de actual interesse».
Chega ao grande país no princípio de Janeiro. A apresentação do Kinetógrafo Português é programada para começar no dia 15, no Teatro Lucinda, sala independente do Rio. Mas, segundo os relatos da imprensa portuguesa que comenta o evento, a coisa corre mal, Paz dos Reis confronta-se com problemas técnicos inesperados, a projecção é má. As sessões terminam a 20 de Janeiro. Regressa desalentado, é sério o desaire financeiro, e ele deixa-se de aventuras, deixando de uma vez por todas de fabricar imagens animadas. 
Resta-lhe a fama de ter filmado também no Brasil as primeiras, na avenida Rio Novo, no Rio de Janeiro.

## Filmografia
- Feira do Gado na Corujeira
- Chegada de um Comboio Americano a Cadouços
- O Zé Pereira na Romaria de Santo Tirso
- Azenhas do Rio Ave
- O Jogo do Pau
- Rio Douro
- Mercado do Porto
- Cortejo Eclesiástico saindo da Sé do Porto no Aniversário da Sagração do Eminentíssimo Cardeal D. Américo
- O Vira
- A Rua do Ouro
- Marinha no Tejo
- Saída de dois Vapores
- Torre de Belém
- Avenida da Liberdade
- A Dança Serpentina (com a brasileira Cirina Polónio, dançarina internacionalmente famosa)